# Гнила (притока Красної)
Гнила — річка в Луганській області, права притока Красної.Довжина річки 22 км, площа водозбірного басейну 282 км², похил 1,2 м/км.
Свій витік бере неподалік від села Покровське, тече на південь і біля смт. Нижня Дуванка впадає в Красну. Річка протікає повз села Покровське Троїцького району та Куликівка, Петрівське, Свердловка, Новониканорівка, Олександрівка, смт. Нижня Дуванка Сватівського району.